# Gand-Wevelgem 1992
La Gand-Wevelgem 1992, cinquantaquattresima edizione della corsa, si svolse l'8 aprile 1992, per un percorso totale di 210 km. Fu vinta dall'italiano Mario Cipollini, al traguardo con il tempo di 4h49'00" alla media di 43,599 km/h.
Presero il via 178 ciclisti, 122 di essi tagliarono il traguardo.

## Ordine d'arrivo (Top 10)
| Pos. | Corridore            | Squadra       | Tempo    |
| ---- | -------------------- | ------------- | -------- |
| 1    | Mario Cipollini      | GB-MG Maglif. | 4h49'00" |
| 2    | Johan Capiot         | TVM-Sanyo     | s.t.     |
| 3    | Adriano Baffi        | Ariostea      | s.t.     |
| 4    | Jean-Paul van Poppel | PDM-Ultima    | s.t.     |
| 5    | Jelle Nijdam         | Buckler       | s.t.     |
| 6    | Uwe Raab             | PDM-Ultima    | s.t.     |
| 7    | Johan Museeuw        | Lotto-Mavic   | s.t.     |
| 8    | Olaf Ludwig          | Panasonic     | s.t.     |
| 9    | Giovanni Fidanza     | Gatorade      | s.t.     |
| 10   | Nico Verhoeven       | PDM-Ultima    | s.t.     |